# Мэнсон, Роберт
Роберт «Робби» Мэнсон (англ. Robert "Robbie" Manson; род. 11 октября 1989, Гамильтон) — новозеландский гребец, выступающий за сборную Новой Зеландии по академической гребле с 2009 года. Бронзовый призёр чемпионата мира, победитель этапов Кубка мира, участник двух летних Олимпийских игр.

## Биография
Роберт Мэнсон родился 11 октября 1989 года в Гамильтоне, Новая Зеландия. Происходит из спортивной семьи, его отец Грег в 1985 году выигрывал новозеландское национальное первенство по академической гребле в одиночках лёгкого веса, брат Карл тоже выступал в гребле на международном уровне.
Серьёзно заниматься греблей Роберт начал в 2006 году во время учёбы в Marlborough Boys' College в Бленеме, проходил подготовку в Wairau Rowing Club. Позже учился в Университете Мэсси.
Впервые заявил о себе в гребле на международной арене в сезоне 2009 года, выиграв золотую медаль в парных двойках на молодёжном чемпионате мира в Рачице.
Начиная с 2010 года выступал на взрослом уровне в основном составе новозеландской национальной сборной. В частности, в этом сезоне принял участие в домашнем мировом первенстве в Карапиро, где в зачёте парных четвёрок стал седьмым.
В 2011 году помимо прочего дебютировал в Кубке мира, выступил на чемпионате мира в Бледе, где в той же дисциплине закрыл десятку сильнейших.
Благодаря череде удачных выступлений удостоился права защищать честь страны на летних Олимпийских играх 2012 года в Лондоне. Вместе с напарниками Майклом Армсом, Джоном Стори и Мэттью Троттом в четвёрках парных стал седьмым.
В 2013 году в парных двойках был лучшим на этапах Кубка мира в Сиднее, Итоне и Люцерне, финишировал шестым на чемпионате мира в Чхунджу.
В 2014 году стартовал на двух этапах Кубка мира и на мировом первенстве в Амстердаме, где показал в парных двойках восьмой результат.
На чемпионате мира 2015 года в Эгбелете стал бронзовым призёром, пропустив вперёд только экипажи из Хорватии и Литвы.
В 2016 году был лучшим в двойках на этапе Кубка мира в Познани, благополучно прошёл отбор на Олимпийские игры в Рио-де-Жанейро. На сей раз стартовал в программе парных двоек вместе с напарником Кристофером Харрисом — сумел квалифицироваться лишь в утешительный финал В и расположился в итоговом протоколе соревнований на одиннадцатой строке.
После Олимпиады в Рио Мэнсон остался в составе новозеландской национальной сборной и продолжил принимать участие в крупнейших международных регатах. Так, в 2017 году в одиночках он одержал победу на этапах Кубка мира в Познани и Люцерне. В Познани с результатом 6:30,74 установил мировой рекорд в данной дисциплине, превзойдя достижение соотечественника Махе Драйсдейла на три секунды. На чемпионате мира в Сарасоте пришёл к финишу пятым.
В 2018 году в одиночках выиграл этапы Кубка мира в Линце и Люцерне, при этом на мировом первенстве в Пловдиве вновь был пятым.
На чемпионате мира 2019 года в Линце занял в одиночках седьмое место.